# ترمایر
ترمایر (به اسپانیایی: Torremayor) یک شهرستان در اسپانیا است که در استان باداخس واقع شده‌است.